# 警視総監
警視総監（けいしそうかん、英称：Superintendent General）は、日本の警察官の階級の一つであり、かつ警視庁の長の職名である。定員は1人。日本の警察官の階級としては最高位であり、序列としては警察庁長官に次ぐ第2位に位置している。

## 歴史
近代警察制度の黎明期である1874年1月15日、東京に内務省の機関として東京警視庁が設置され、その長には、後年「日本警察の父」と呼ばれた川路利良が任命された。長官の呼称は「警視長」「大警視」と名を変えたが、1881年1月14日、警視庁が再び設置された際に「警視総監」と定められた。
内務大臣に直属し、内務次官、警保局長とともに「内務三役」と呼ばれた重職であり、勅任官である高等官一等または二等（陸海軍中将または少将と同格。府県知事と比較しても上位または同格）の者が補された。とくに一等官在職6年以上で警視総監である者は、親任官待遇の対象となった。貴族院議員に勅選されるなど退任後も栄達した者が多い。
内務大臣の指揮監督を受け、東京府（1943年から東京都）の警察・消防と内務大臣が特に指定する衛生事務を管理し、各省の主務に関する警察事務については、各省大臣の指揮監督を受けた。
敗戦後、1947年に制定された警察法（昭和22年法律第196号）により内務省は解体・廃止され、明治以来の国家警察は一旦幕を閉じ、新たに「国家地方警察」と「自治体警察」（市町村警察）の二本立てとした。特別区（旧東京市）の区域は、特別区が連合して自治体警察を置くものとした（警察法第3章第4節）。このため東京都は1948年3月2日、「警視庁設置等に関する条例」（昭和23年東京都条例第22号）を公布し、自治体警察の名称を「警視庁」、長である警察長の名称を「警視総監」と定めた。1948年3月7日、警察法施行に伴い、高級官吏であった警視総監は、地方公務員（特別区の警察長）の職名として残された。警視庁 (旧警察法)には、警視総監などを除いて主に傍系や巡査から特進で昇進した非高文組が配属された。
一方、内務省警保局の後継である国家地方警察本部は、旧警視庁本部に「国家地方警察東京都本部」を設置。本来は、国家地方警察東京都本部は、東京のうち、自治体警察を置かない町村（市及び人口5000人以上の町村には自治体警察を置いた）についてのみ警察機能を行うものであるが、実際は公安警察などの国家警察機能を継承した。国家地方警察東京都本部には、高文組の旧内務官僚のエリートが配属された。
1949年9月、GHQの意向で大阪市警視庁が設置され、トップが警視総監を名乗った。こうした風潮が日本全国の自治体警察に広がりはじめ、勝手に警視庁や警視総監を名乗るところが出てくるようになっていた。
1954年（昭和29年）7月1日に、旧・警察法（昭和22年法律第196号）の全部が改正され、国家地方警察と自治体警察は廃止となった。東京都においては国家地方警察東京都本部と警視庁 (旧・警察法）の廃止と再編成が行われ、新・警察法（昭和29年法律第162号）の施行により、新たに警察庁と都道府県警察が設置された。これにより警察機構は一本化され事実上、国家警察が主導権を握る形で復活した。また、「都警察に警視総監を」置く（警察法第48条）ことが再び定められ、警視総監は国家公務員（警察法第56条）であり、警察官の階級の最高位（警察法第62条）であるとされ、都警察の本部として現在の警視庁が設置された（警察法第47条）。

## 地位
東京都の治安を司る警視庁の長であり、道府県警察本部長と同じく、「警察庁の所掌事務について」は全国の警察を司る警察庁の長である警察庁長官の指揮監督を受ける。一例として、内閣総理大臣が警察法第71条による緊急事態の布告を発した場合は、その布告の実施に関して警察庁長官の指揮命令に服する。
その地位は、一般職（国家公務員法2条3項で特別職となっていない）の国家公務員で、地方警務官たる警察官である。日本の警察官の階級としては最高位だが、日本の警察官の最高位は階級制度の外に置かれる警察庁長官であるため、警視総監は日本の警察官としては第2位の序列となる。警視総監は警視監の警察庁次長より上位であるが、次長は全国組織を統括する長官の次席であるため、長官が不在の場合は総監が次長の指揮命令を受ける事もある。また現在は警察庁次長が次期警察庁長官となるのが慣例となっているため、退任後に警察庁長官に就任した警視総監は近年では例がないが、過去に第60代警視総監であった斎藤昇が、警視総監退任後、旧警察法施行下での国家地方警察本部長官を経て、新警察法施行・警察庁発足時に初代警察庁長官に就任した例が存在する。階級的に降格となってしまう次長への転任は当然ながら例がない。実質、警察官僚の「あがり」は、警察庁次長→警察庁長官と、警視総監の2コースに分かれる形となっているが、稀に警察庁次長から警視総監に就任する例も存在する。
俸給は「指定職7号俸」が国庫から支給される。これは指定職最高の8号俸が適用される一般職の内閣法制次長、警察庁長官、事務次官、宮内庁次長、金融庁長官、消費者庁長官、特別職の統合幕僚長などに次ぎ、内閣府審議官、公正取引委員会事務総長、財務官、外務審議官などのいわゆる省名審議官、国税庁長官、海上保安庁長官と、特別職の陸上幕僚長、海上幕僚長、航空幕僚長らと同等である。
階級章は警視監までのそれとは異なり、制服上衣両肩の肩章にそれぞれ金属の日章4個を1行に配置する。識別章はない。
定例で天皇に進講をするほか、交代に際しては、新旧警視総監は皇居に招かれ、天皇が出席して「お茶」を供される。

### 定年
定年は62歳。退官後は、慣例として70歳以降の春秋叙勲で、警察庁長官であった者と同じく瑞宝重光章を授与される。

## 任免
国家公安委員会が東京都公安委員会の同意を得た上で内閣総理大臣の承認を得て、任免する（警察法第49条第1項）。また、東京都公安委員会は国家公安委員会に対し、懲戒または罷免に関し必要な勧告をすることができる。道府県警察本部長の任免は道府県公安委員会の同意を得るが、警視総監の任免は「首都警察の長という重要な地位」であるため内閣総理大臣の承認も要件としている。
現行警察法の政府案においては、警察庁は大臣庁として立案され、警視総監の任免権は国務大臣である警察庁長官が国家公安監理会（内閣総理大臣の所管）の意見を聞いて行うこととなっており、都公安委員会は常時、警察庁長官と国家公安監理会に対し、警視総監の考課を具状し、罷免、懲戒を勧告し得ることとされていた。また警視総監は警察庁次長とともに警視監（新設の階級）をもって充当するとされていたが、これらは国会での審議の過程において修正された。
現行警察法の施行後、いわゆるキャリアでない者（ノンキャリアおよび準キャリア（旧推薦組含む））が警視総監に昇任・就任した事例はないが、法令上は可能である。ただし、人事管理上の慣例から実質的にはキャリアのみが到達可能な階級となっている。
戦前は現行警察法と異なるため、警察官出身者以外の者が警視総監の職に就くことが多く、その関係から警視総監に再任する者も居た。最多任免者は3度の再任を経験した安楽兼道（初回任免を合わせて合計4度任免）。戦後、現行警察法への改正により警察官の中から警視総監が任免されることになったため、任免者は必然的に警察官としての職歴を積んだ定年間近の者から選ばれ、任期は長くても2 - 4年程度となる。このことから今後、現行警察法が改正されない限り再任される者が現れることは二度とないと考えられている。
なお、警視庁の刑事部長・公安部長は、副総監・警務部長・総務部長と同じく警視監の階級にある者が就くポストとなっているが、序列上において副総監は勿論のこと、同じ部長職である警務部長や総務部長よりも下位に位置する職位であるため、上位の職位である副総監・警務部長・総務部長を差し置いて警視総監になることはできない。その裏付けとして、これまでに刑事部長・公安部長の立場から直で警視総監に任免された事例はない。なお、警視監の階級における序列1位は、警視庁では副総監だが、警察組織全体では警察庁次長である。そのため、警察庁次長に任免されている者が次期警察庁長官となる傾向があるが、必ずしもそういうわけではなく、警察庁次長が警視総監に任免され、あるいは警視庁刑事部長などに異動した事例もある。
また、警視総監は殉職による特進の対象外となっている階級であるため、警視監や警視長が職務上の事故等で殉職した場合も警視総監の階級に特進することはできない。この裏付けとして、警視監・警警視長の物が殉職により警視総監に特進した事例はない。

## 職務
警視庁の長として、警察法その他の法令または条例、国家公安委員会または都公安委員会の規則により職務が規定され、また事務を委任されている。以下にその例を挙げる。
- 都公安委員会の管理に服し、警視庁の事務を統括し、所属の警察職員を指揮監督すること。
- 警視庁の警視以下の階級にある警察官及びその他の職員を（都公安委員会の意見を聞いて）任免すること。
- 緊急の必要がある場合に、都公安委員会委員長に対して、都公安委員会の臨時会議の開催を要請すること。
- 警視庁組織規則を施行するため必要な事項を定めること。
- 警視庁本部の各部、課、部の附置機関、警視庁警察学校、方面本部、犯罪抑止対策本部及び警察署に配置する職員の定員を定めること。
- 副署長を置く警察署を定め、警察署の分課及びその他内部の事務分掌について定めること。
- 警察教養に関し必要な事項を定めること。
- 道路交通法に基づく免許の保留及び停止、仮免許の付与及び取消を行うこと。
- 暴力団員による不当な行為の防止等に関する法律に基づく仮命令、指示等を行うこと。
- ストーカー行為等の規制等に関する法律に基づく警告、仮命令、援助を行うこと。
- 警視庁本部の所掌事務に係る一定規模の契約行為につき、都公安委員会に代わり事務を行うこと。

## 名称
都道府県には都道府県警察が置かれている（警察法第36条）が、このうち都警察（の本部）である警視庁（警察法47条1項）の長である警察官の職名及び階級名が警視総監である。
道府県警察の長の職名は「道府県警察本部長」（警察法第48条）であり、警視監及び警視長の階級にある警察官が充てられる。一方、警視総監は、国家公安委員会の任命により、階級が警視監から警視総監に昇任すると同時に当然に警視庁の長である警視総監になる。つまり、階級名と職名が一致する唯一の警察官である。
なお、警視庁には警視総監を助け庁務を整理する職として副総監一人が置かれる（警察法施行令別表第一の第二）。「副総監」は職名であり、警視監の階級にある警察官が充てられる。警視総監に事故があるときまたは欠けたときは、臨時に警視総監の職務を行う。

## 処分
懲戒処分は、国家公安委員会が任命権者として、国家公務員法に基づき処分する。2013年1月までに3人が受けている。
1. 1978年に発生した北沢警察署警察官による清泉女子大学生殺害事件により土田國保が戒告の懲戒処分を受けた事例
2. 1997年に発生した城東警察署による覚醒剤所持捏造事件により前田健治が戒告の懲戒処分を受けた事例
3. 2007年に発生した立川警察署警察官による女性射殺事件により矢代隆義が戒告の懲戒処分を受けた事例

## 歴代警視総監
- その前身である職にあった者を含む。
- 一時期存在した大阪市の警察長であった「大阪市警視総監[注釈 10]」は含まない。
- 前任者・後任者の交代が同日でない場合のみ、退任日を付記する。退任日が付記されていない場合は後任者の任命年月日までが在任期間となる。

大警視 （ただし、1874年8月4日-1874年10月15日の期間は「警視長）

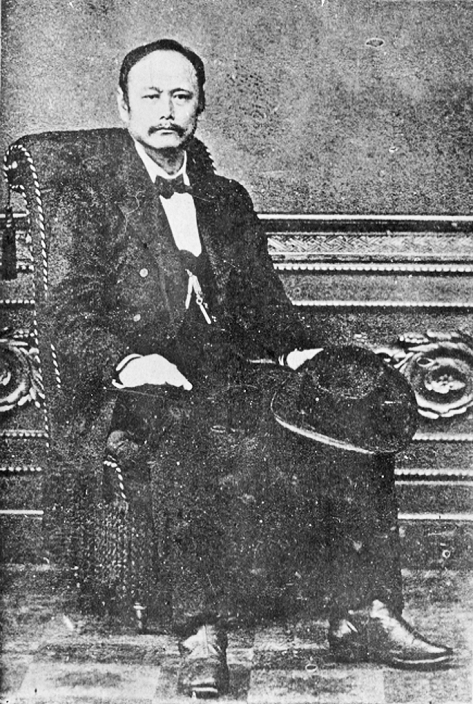
初代大警視　川路利良

| 代 | 氏名     | 任命年月日                   | 退任後の主な公職                                     |
| -- | -------- | ---------------------------- | ---------------------------------------------------- |
| 1  | 川路利良 | 1874年1月24日-1879年10月13日 | （在任中死去）                                       |
| 2  | 大山巌   | 1879年10月16日-1880年2月28日 | 陸軍大臣、参謀総長、元帥                             |
| 3  | 樺山資紀 | 1880年10月23日               | 海軍大臣、海軍軍令部長、内務大臣、文部大臣、台湾総督 |

警視総監 （歴代の数は「大警視」からの通算）
| 代  | 氏名           | 前職                   | 任命年月日                       | 退任後の主な公職                                                                                          |
| --- | -------------- | ---------------------- | -------------------------------- | --- |
| 3   | 樺山資紀       | 近衛参謀長             | 1881年1月14日                    | 海軍大臣、内務大臣                                                                                        |
| 4   | 大迫貞清       | 静岡県令               | 1883年12月13日                   | 鹿児島県知事                                                                                              |
| 5   | 三島通庸       | 栃木県令               | 1885年12月22日 -1888年10月23日   | （在任中死去）                                                                                            |
| 6   | 折田平内       | 福島県知事             | 1888年10月24日                   | 貴族院議員                                                                                                |
| 7   | 田中光顕       | 元老院議官             | 1889年12月24日                   | 宮内大臣                                                                                                  |
| 8   | 園田安賢       | 警視庁副総監           | 1891年4月3日                     | 貴族院議員、警視総監再任                                                                                  |
| 9   | 山田為暄       | 大分県知事             | 1896年9月27日                    | 貴族院議員                                                                                                |
| 10  | 園田安賢（再） | 警視総監               | 1898年1月14日                    | 北海道庁長官                                                                                              |
| 11  | 西山志澄       | 衆議院議員（現職）     | 1898年7月16日                    | 衆議院議員                                                                                                |
| 12  | 大浦兼武       | 宮城県知事             | 1898年11月9日                    | 警視総監再任                                                                                              |
| 13  | 安楽兼道       | 内務省警保局長         | 1900年10月19日                   | 貴族院議員、警視総監再任                                                                                  |
| 14  | 大浦兼武（再） | 警視総監               | 1901年6月2日                     | 農商務大臣、内務大臣                                                                                      |
| 15  | 安立綱之       | 内務省警保局長         | 1903年9月22日                    | 貴族院議員                                                                                                |
| 16  | 関清英         | 長野県知事             | 1905年9月10日                    | 貴族院議員                                                                                                |
| 17  | 安楽兼道（再） | 警視総監               | 1906年1月17日                    | 警視総監再任                                                                                              |
| 18  | 亀井英三郎     | 宮城県知事             | 1908年7月20日                    | 貴族院議員                                                                                                |
| 19  | 安楽兼道（再） | 警視総監               | 1911年9月4日                     | 警視総監再任                                                                                              |
| 20  | 川上親晴       | 京都市長               | 1912年12月21日                   | 熊本県知事、貴族院議員                                                                                    |
| 21  | 安楽兼道（再） | 警視総監               | 1913年2月21日                    | 大日本人造肥料株式会社会長                                                                                |
| 22  | 伊沢多喜男     | 新潟県知事             | 1914年4月16日                    | 貴族院議員、台湾総督、東京市長、枢密顧問官                                                                |
| 23  | 西久保弘道     | 北海道庁長官           | 1915年8月12日                    | 東京市長                                                                                                  |
| 24  | 岡田文次       | 樺太庁長官             | 1916年10月9日                    | 貴族院議員                                                                                                |
| 25  | 岡喜七郎       | 内務省警保局長         | 1918年9月30日                    | 貴族院議員                                                                                                |
| 26  | 堀田貢         | 内務省土木局長         | 1922年6月12日                    | 内務次官                                                                                                  |
| 27  | 赤池濃         | 内閣拓殖局長官         | 1922年10月24日                   | 警視総監再任                                                                                              |
| 28  | 湯淺倉平       | 内務省警保局長         | 1923年9月5日                     | 会計検査院長、宮内大臣                                                                                    |
| 29  | 赤池濃（再）   | 警視総監               | 1924年1月7日                     | 貴族院議員                                                                                                |
| 30  | 太田政弘       | 愛知県知事             | 1924年6月11日                    | 台湾総督                                                                                                  |
| 31  | 宮田光雄       | 内閣書記官長           | 1927年4月20日                    | 貴族院議員・大政翼賛会興亜総本部長                                                                        |
| 32  | 長岡隆一郎     | 内務省社会局長官       | 1929年6月25日                    | 貴族院議員                                                                                                |
| 33  | 丸山鶴吉       | 東京市助役             | 1929年7月3日                     | 貴族院議員、宮城県知事、東北地方総監                                                                      |
| 34  | 高橋守雄       | 台湾総督府総務長官     | 1931年4月14日                    | 肥後製糸株式会社社長                                                                                      |
| 35  | 長延連         | 兵庫県知事             | 1931年12月13日                   | 東京乗合自動車社長                                                                                        |
| 36  | 長谷川久一     | 東京府知事             | 1932年1月12日                    | |
| 37  | 大野緑一郎     | 内務省地方局長         | 1932年1月29日                    | 朝鮮総督府政務総監、貴族院議員                                                                            |
| 38  | 藤沼庄平       | 東京府知事             | 1932年5月27日                    | 内閣書記官長、警視総監再任                                                                                |
| 39  | 小栗一雄       | 福岡県知事             | 1934年10月26日                   | 陸軍司政長官                                                                                              |
| 40  | 石田馨         | 神奈川県知事           | 1936年3月13日                    | 高松宮別当、宮内省御用掛                                                                                  |
| 41  | 早川三郎       | 広島県知事             | 1937年1月8日                     | 愛知県知事                                                                                                |
| 42  | 横山助成       | 東京府知事             | 1937年2月10日                    | 貴族院議員、広島県知事                                                                                    |
| 43  | 斎藤樹         | 静岡県知事             | 1937年6月5日                     | 台湾総督府総務長官                                                                                        |
| 44  | 安倍源基       | 内務省警保局長         | 1937年12月24日                   | 警視総監再任                                                                                              |
| 45  | 萱場軍蔵       | 岡山県知事             | 1939年1月11日                    | 内務次官                                                                                                  |
| 46  | 池田清         | 大阪府知事             | 1939年9月5日                     | 海軍司政長官、大阪府知事                                                                                  |
| 47  | 安倍源基（再） | 警視総監               | 1940年1月19日                    | 内務大臣                                                                                                  |
| 48  | 山崎巌         | 内務省警保局長         | 1940年12月23日                   | 内務大臣、自治大臣、国家公安委員会委員長                                                                  |
| 49  | 留岡幸男       | 内務省地方局長         | 1941年10月20日                   | 北海道庁長官                                                                                              |
| 50  | 吉永時次       | 広島県知事             | 1942年6月15日                    | |
| 51  | 薄田美朝       | 鹿児島県知事           | 1943年4月22日                    | 衆議院議員                                                                                                |
| 52  | 坂信彌         | 農商省農政局長         | 1944年7月25日                    | 警視総監再任                                                                                              |
| 53  | 町村金五       | 新潟県知事             | 1945年4月9日                     | 北海道知事、自治大臣、国家公安委員会委員長                                                                |
| 54  | 坂信彌（再）   | 警視総監               | 1945年8月19日                    | 大商証券株式会社社長                                                                                      |
| 55  | 高野源進       | 広島県知事             | 1945年10月11日                   | 弁護士 |
| 56  | 藤沼庄平（再） | 内閣書記官長           | 1946年1月15日 （東京都長官兼任） | 枢密顧問官                                                                                                |
| 57  | 鈴木幹雄       | 島根県知事             | 1946年6月8日                     | 内務次官                                                                                                  |
| 58  | 広岡謙二       | 石川県知事             | 1947年2月4日                     | 国防会議事務局長                                                                                          |
| 59  | 門叶宗雄       | 島根県知事             | 1947年6月9日                     | 防衛事務次官                                                                                              |
| 60  | 齋藤昇         | 内務次官               | 1947年10月20日                   | 国家地方警察本部長官、警察庁長官、運輸大臣、 厚生大臣                                                     |
| 61  | 田中榮一       | 東京都経済局長         | 1948年3月7日                     | 外務政務次官                                                                                              |
| 代  | 古屋亨         | 警視庁総務部長         | 1954年6月29日 （警視総監代理）   | 自治大臣、国家公安委員会委員長                                                                            |
| 62  | 江口見登留     | 内閣官房副長官（事務） | 1954年7月1日                     | 国民政治協会会長                                                                                          |
| 63  | 川合壽人       | 近畿管区警察局長       | 1957年1月11日                    | 日本住宅公団監事                                                                                          |
| 64  | 小倉謙         | 警視庁警務部長         | 1958年9月19日                    | 農地開発機械公団理事長                                                                                    |
| 65  | 原文兵衛       | 警視庁警務部長         | 1961年2月24日                    | 参議院議長                                                                                                |
| 66  | 中原歵         | 警察庁警務局長         | 1965年1月8日                     | （財）日本道路交通情報センター理事長                                                                      |
| 67  | 秦野章         | 警察庁警務局長         | 1967年3月7日                     | 法務大臣                                                                                                  |
| 68  | 本多丕道       | 警察庁警務局長         | 1970年7月7日                     | 首都圏整備委員会委員                                                                                      |
| 69  | 槇野勇         | 警視庁副総監           | 1972年6月27日                    | （財）日本道路交通情報センター理事長                                                                      |
| 70  | 土田國保       | 警察庁次長             | 1975年2月1日                     | 防衛大学校長                                                                                              |
| 71  | 國島文彦       | 警察庁警務局長         | 1978年2月25日                    | 運輸審議会会長                                                                                            |
| 72  | 今泉正隆       | 警察庁警務局長         | 1980年2月9日                     | 自動車安全運転センター理事長 （財）全日本交通安全協会理事長 新交通管理システム協会会長 （財）警察協会会長 |
| 73  | 下稲葉耕吉     | 警察庁次長             | 1982年5月20日                    | 参議院議員 法務大臣                                                                                       |
| 74  | 福田勝一       | 警察庁付               | 1984年10月1日                    | 中央選挙管理会委員                                                                                        |
| 75  | 鎌倉節         | 警察庁次長             | 1985年10月9日                    | （社）日本自動車連盟会長 宮内庁長官 （財）全日本交通安全協会理事長 （社）全国警友会連合会会長             |
| 76  | 大堀太千男     | 警察庁警務局長         | 1988年1月22日                    | 阪神高速道路公団理事長 （財）交通事故総合分析センター理事長                                               |
| 77  | 仁平圀雄       | 警察庁次長             | 1990年12月18日                   | （社）日本自動車連盟会長 （財）日本交通管理技術協会会長                                                   |
| 78  | 安藤忠夫       | 警察庁警務局長         | 1992年9月18日                    | 内閣危機管理監 （社）全日本指定自動車教習所協会連合会会長                                                 |
| 79  | 吉野準         | 警察庁次長             | 1993年9月10日                    | （財）日本道路交通情報センター理事長 （財）保安電子通信技術協会会長 （財）日本相撲協会監事                |
| 80  | 井上幸彦       | 警察庁次長             | 1994年9月9日                     | （財）日本盲導犬協会理事長                                                                                |
| 81  | 前田健治       | 警察庁長官官房長       | 1996年12月3日                    | 自動車安全運転センター理事長                                                                              |
| 82  | 野田健         | 警察庁長官官房長       | 1999年8月26日                    | （財）日本道路交通情報センター理事長 内閣危機管理監 （財）公共政策調査会理事長                            |
| 83  | 石川重明       | 警察庁長官官房長       | 2002年8月2日                     | （財）日本道路交通情報センター理事長 弁護士                                                               |
| 84  | 奥村萬壽雄     | 警察庁警備局長         | 2004年1月19日                    | （財）全日本交通安全協会理事長                                                                            |
| 85  | 伊藤哲朗       | 警察大学校長           | 2006年1月19日                    | （財）日本道路交通情報センター理事長 内閣危機管理監 内閣官房参与                                          |
| 86  | 矢代隆義       | 警察庁交通局長         | 2007年8月6日                     | （財）日本道路交通情報センター理事長 （一社）日本自動車連盟会長                                           |
| 87  | 米村敏朗       | 警察庁長官官房長       | 2008年8月7日                     | 内閣危機管理監 内閣官房参与                                                                               |
| 88  | 池田克彦       | 警察庁警備局長         | 2010年1月18日                    | 原子力規制庁長官                                                                                          |
| 89  | 樋口建史       | 警察庁生活安全局長     | 2011年8月5日                     | 駐ミャンマー大使                                                                                          |
| 90  | 西村泰彦       | 警察庁警備局長         | 2013年1月25日                    | 内閣危機管理監 宮内庁長官                                                                                 |
| 91  | 高綱直良       | 警察庁刑事局長         | 2014年1月22日                    | 富士通株式会社執行役員副会長・CISO                                                                        |
| 92  | 高橋清孝       | 警察庁警備局長         | 2015年8月4日                     | 内閣危機管理監                                                                                            |
| 93  | 沖田芳樹       | 警察庁警備局長         | 2016年9月20日                    | 内閣危機管理監                                                                                            |
| 94  | 吉田尚正       | 警察庁刑事局長         | 2017年9月15日                    | トヨタ自動車顧問                                                                                          |
| 95  | 三浦正充       | 警察庁次長             | 2018年9月14日                    | 損害保険ジャパン顧問                                                                                      |
| 96  | 斉藤実         | 警視庁副総監           | 2020年1月17日                    | みずほ銀行顧問                                                                                            |
| 97  | 大石吉彦       | 警察庁警備局長         | 2021年9月16日                    | 富士通執行役員SEVP                                                                                        |
| 98  | 小島裕史       | 警察庁長官官房長       | 2022年10月6日                    | 内閣危機管理監                                                                                            |
| 99  | 緒方禎己       | 警察庁次長             | 2024年1月26日                    | |
| 100 | 迫田裕治       | 警察庁警備局長         | 2025年1月28日                    | |

## 警視総監表彰（警視総監賞・警視総監感謝状含む）
警視総監表彰は、警視庁警察表彰取扱規程に定められており、大きく部内表彰と部外表彰にわけられる。部内表彰はおよそ4種にわけられ、警察功績章、賞詞、賞状、賞誉があり、部外者（都民等、警視庁警察官以外の者）に対する感謝状がある。厳密には警視総監表彰と警視総監賞は区別されるが、概ね総監表彰は総監賞と略称・通称する場合も多い。